# HD 103596
HD 103596，又名CD-27 8384，SAO 180307、HR 4565，是一颗恒星，视星等为5.93，位于銀經288.34，銀緯32.81，其B1900.0坐标为赤經11h 50m 34.9s，赤緯-27° 32.81′ 11″。